# NGC 2988
NGC 2988 (również PGC 28078) – galaktyka spiralna (Sbc), znajdująca się w gwiazdozbiorze Lwa. Odkrył ją 19 lutego 1855 roku R.J. Mitchell – asystent Williama Parsonsa.